# دبواء (جنس)
الحنفش (الاسم العلمي: Daboia) هو جنس من الزواحف يتبع الفصيلة الأفعويات من رتبة الحرشفيات.

## أنواع الحنفش
- حنفش فلسطيني
- حنفش راسيلي
- حنفش سيامي
- حنفش صحراوي
- حنفش موريتاني